# Associazione Sportiva Dilettantistica GEAS Basket 2009-2010
Questa voce raccoglie le informazioni riguardanti il Geas Basket Sesto San Giovanni nelle competizioni ufficiali della stagione 2009-2010.

## Stagione
La A.S.D. GEAS Basket nel 2009-10 ha preso parte al campionato femminile italiano di pallacanestro di serie A1. Il 13 dicembre 2010 l'allenatore Roberto Galli viene sostituito dal suo vice Walter Montini.

## Verdetti stagionali
Competizioni nazionali
- Serie A1:

stagione regolare: 7º posto su 12 squadre (10 partite vinte, 12 perse);
play-off: perde ai quarti di finale da Faenza (serie: 0-2).
- Coppa Italia

eliminata al primo turno da Parma.

## Rosa
|    | Naz.                                      | Ruolo | Sportivo             | Anno | Alt. |  |             |
| -- | ----------------------------------------- | ----- | -------------------- | ---- | ---- |  | ----------- |
| 4  | Montenegro (bandiera) · Italia (bandiera) | G     | Jelena Tomanovic     | 1990 | 180  |  |             |
| 5  | Italia (bandiera)                         | P     | Giulia Arturi        | 1987 | 175  |  |             |
| 6  | Italia (bandiera)                         | A     | Jessica Genta        | 1990 | 170  |  |             |
| 8  | Stati Uniti (bandiera)                    | A     | Bernice Mosby        | 1984 | 186  |  |             |
| 9  | Mozambico (bandiera)                      | C     | Clarisse Machanguana | 1973 | 193  |  |             |
| 10 | Svizzera (bandiera)                       | G     | Karen Twehues        | 1983 | 181  |  |             |
| 11 | Spagna (bandiera)                         | P     | Núria Martínez       | 1984 | 176  |  |             |
| 12 | Italia (bandiera)                         | A     | Veronica Schieppati  | 1990 | 182  |  |             |
| 13 | Italia (bandiera)                         | A     | Manuela Zanon        | 1980 | 187  |  |             |
| 14 | Italia (bandiera)                         | G     | Martina Crippa       | 1989 | 178  |  |             |
| 15 | Italia (bandiera)                         | G     | Michela Frantini     | 1983 | 175  |  |             |
| 18 | Italia (bandiera)                         | A     | Ilaria Zanoni        | 1986 | 180  |  | [ 2 ] [ 3 ] |
| 19 | Italia (bandiera)                         | AC    | Debora Danzi         | 1975 | 192  |  |             |
| 20 | Italia (bandiera)                         | AC    | Abiola Wabara        | 1981 | 188  |  | [ 4 ] [ 5 ] |